# مرضیه ضرابی
مرضیه ضرابی, روزنامه‌نگار ایرانی از اهالی بندر انزلی در استان گیلان بود، صاحب امتیاز نشریه نسوان شرق، اولین نشریه مختص به زنان در گیلان و سومین در ایران.

## زندگی‌نامه
مرضیه ضرابی، متولد ۱۲۴۴ ه.خ در بندر انزلی است. او از نخستین بانوان فرهیختهٔ گیلانی بود که در زمینهٔ آموزش، آگاهی دادن به زنان، انتشار روزنامه قدم‌های اساسی برداشت.
نخستین اقدامات وی در جهت تأسیس مدارس برای دختران بود. وی اولین روزنامه اختصاصی زنان را در گیلان به‌نام «نِسوان‌شرق» منتشر کرد. نشریهٔ «نسوان شرق» در راستای آگاهی دادن به زنان در سال۱۳۰۴هـ. ش/۱۹۲۵م. به صورت مجله در ۲۴ صفحه به ابعاد ۱۶*۱۲ سانتی‌متر هر ۱۵ روز یک‌بار در بندر انزلی منتشر گردید؛ و امتیاز آن در تاریخ ۸ آذر ۱۳۰۴ هـ. ش/۱۹۲۵م. از تصویب شورای عالی معارف گذشته است؛ ولی این کار ادامه نیافت و نامهٔ نسوان شرق به صورت روزنامه هر ده روز، یک شماره راه خود را ادامه داد.

### دیگر اقدامات
- از تاریخ ۵ آبان ۱۲۹۸هـ. ش-۱۹۱۹ م. مدیر دارالایتام دولتی، از اول مهر۱۳۰۰ هـ. ش - ۱۹۲۱م
- مدیر مدرسهٔ نِسوان ملّی آستارا
- از اول شهریور ماه مدیره مدرسهٔ بندر پهلوی
- وی همچنین صاحب مقالات متعدد در روزنامه ستارهٔ ایران و عضو هیئت تحریریه روزنامه زبان زنان در سال ۱۲۹۹ هـ. ش/۱۹۲۰ م بود.[۲]

نشریه نسوان شرق در هزار و سیصد و پنج (۱۳۰۵) خورشیدی در بندر انزلی توسط مرضیه ضرابی از نخستین فعالان زن در ایران تأسیس شد.

## نشریه نسوان شرق
مرضیه ضرابی صاحب امتیاز نشریه نسوان شرق بود. بر روی جلد روی روزنامهٔ نسوان‌شرق یک کادر کلیشه‌ای دیده می‌شود که از گوشهٔ سمت راست آن خورشید (معارف) پرتو خود را می‌تاباند و در این شعاع، نام نسوان شرق به صورت قوس به چشم می‌خورد و سه شاخه شعاع از زیرحرف (ه. ن. ق) اسم روزنامه به صفحه می‌تابد، میزی با رومیزی زیبا در سمت چپ و گهواره‌ای در سمت راست و زنی ایستاده در وسط که با دستی گهواره و دستی دیگر کره زمین را می‌چرخاند. در داخل کره نوشته شده است: «زن با دستی گهواره و با دستی دیگر کُره را حرکت می‌دهد.»

نشریه نسوان شرق

این نشریه نقش مؤثری در بیداری و تنویر افکار زنان گیلان ایفا نمود. فعالیت‌های فرهنگی وی از سوی قشر خاصی از زنان مورد استقبال قرار گرفت و گروهی از این زنان در روزنامهٔ او قلم می‌زدند که هدف اصلی آنها بیدار کردن همنوعان و جهت دادن به مسیر پیشرفت‌های اجتماعی آنان بود مرضیه ضرابی زنی نوگرا بود که عملکرد وی و تلاش‌های او به توسعهٔ روند نوگرایی منجر شد.